# تیم ملی بسکتبال کره شمالی
تیم ملی بسکتبال کره شمالی نماینده کره شمالی در مسابقات بین‌المللی بسکتبال است. این تیم بالاترین سطح بسکتبال در کشور کره شمالی نیز هست و توانست چند افتخار بین‌المللی نیز داشته‌باشد.